# 下戸田
下戸田（しもとだ）は、埼玉県戸田市の町名。現行行政地名は下戸田一丁目および二丁目。住居表示実施地区。郵便番号は335-0011（蕨郵便局管区）。

## 地理
戸田市の北東部の旧入間川（荒川）が作り出した沖積平野や自然堤防上に位置する。北部で蕨市に隣接する。地内は主に商業施設が混在する住宅地となっている。

## 歴史
もとは江戸期より存在した足立郡戸田領に属する下戸田村であった。江戸初期に戸田村より上戸田村とともに分村して成立したという。荒川には戸田河岸が設けられ、江戸への物資の集散地や河川交通の要として賑わった。

### 沿革
- はじめは幕府領で、以降変遷なし[5]。
- 1616年（元和2年） - 下戸田村が差配する中山道の戸田の渡しが定船場となる[5]。
- 1743年（寛保3年） - この頃より戸田の渡しの差配権を巡って蕨宿が下戸田村と争うようになる[5]。
- 幕末時点では足立郡下戸田村であった。明治初年の『旧高旧領取調帳』の記載によると、代官大竹左馬太郎支配所が管轄する幕府領であった[8]。
- 1868年（慶応4年）6月19日 - 旧幕府領が武蔵知県事・山田政則（忍藩士）の管轄となる。
- 1869年（明治2年）
  - 月日不明 - 戸田の渡しの差配権が蕨宿に移る[5]。
  - 1月13日 - 武蔵知県事・宮原忠英の管轄区域に大宮県を設置、同県の管轄となる。県庁は東京府馬喰町に置かれる。
  - 9月29日 - 県庁が浦和に置かれ浦和県に改称。
- 1871年（明治4年）11月13日 - 第1次府県統合により埼玉県の管轄となる。
- 1875年（明治8年）5月 - 地区内を流れる荒川に戸田橋が初めて架設され、戸田の渡しが廃止される[6]。
- 1879年（明治12年）3月17日 - 郡区町村編制法により成立した北足立郡に属す。郡役所は浦和宿に設置。
- 1889年（明治22年）4月1日 - 町村制施行に伴い、上戸田村・下戸田村・新曽村が合併して戸田村が成立する。下戸田村は戸田村の大字下戸田となる。
- 1941年（昭和16年）6月1日 - 戸田村が町制施行により、戸田町の大字となる。
- 1964年（昭和39年） - 大字下戸田の一部が喜沢一丁目・二丁目、中町一丁目となる[5]。
- 1966年（昭和41年）10月1日 - 戸田町が市制施行により、戸田市の大字となる。
- 1967年（昭和42年）4月1日 - 大字下戸田の一部が川岸一丁目・二丁目、下前一丁目・二丁目、喜沢南一丁目・二丁目、中町二丁目となる[6]。
- 1970年（昭和45年）6月1日 - 住居表示の実施に伴ない[5]、大字下戸田の一部から下戸田一丁目・二丁目が成立[6]。この時点で大字下戸田は荒川堤外地のみとなる[5]。

## 世帯数と人口
2017年（平成29年）10月1日現在の世帯数と人口は以下の通りである。
| 丁目         | 世帯数    | 人口    |
| ------------ | --------- | ------- |
| 下戸田一丁目 | 905世帯   | 2,056人 |
| 下戸田二丁目 | 1,273世帯 | 2,397人 |
| 計           | 2,178世帯 | 4,453人 |

## 小・中学校の学区
市立小・中学校に通う場合、学区（校区）は以下の通りとなる。
| 丁目         | 番地 | 小学校               | 中学校               |
| ------------ | ---- | -------------------- | -------------------- |
| 下戸田一丁目 | 全域 | 戸田市立戸田東小学校 | 戸田市立戸田東中学校 |
| 下戸田二丁目 | 全域 | 戸田市立戸田東小学校 | 戸田市立戸田東中学校 |

## 交通
地区内に鉄道は敷設されていない。JR東日本埼京線戸田公園駅が最寄り駅となっている。

### 道路
- 国道17号（中山道）
- 東部センター通り
- 中央通り
- 東中通り

## 施設
地内にはかつて帝国電波工業の工場や戸田蕨保健所や、県立戸田勤労婦人ホームと称される公共施設が所在した。
1丁目
- 戸田市立戸田東中学校
- 戸田市立戸田東小学校
- 川口信用金庫戸田支店
- 下戸田第一公園
- 下戸田第二公園
- 下戸田1丁目児童公園
- 薬師堂

2丁目
- 上町会館
- はごろも保育園
- 中島病院
- 青木信用金庫戸田支店
- 上町第一公園
- 上町第二公園
- 荒井前公園
- 下戸田ミニパーク